# Општина Куркани (Калараш)
Куркани (рум. Curcani) општина је у Румунији у округу Калараш.
Oпштина се налази на надморској висини од 24 m.